# Fluorapofillite-(Na)
La fluorapofillite-(Na) (simbolo IMA:: Fapo-Na) è un minerale conosciuto fino al 2008 con il nome natroapofillite, rinominato successivamente apofillite-(NaF) per assumere infine il nome attuale nel 2013; è un minerale raro appartenente al gruppo dell'apofillite e alla classe dei minerali "silicati e germanati" con la formula chimica NaCa4Si8O20F • 8(H2O), è quindi chimicamente un silicato di sodio e calcio contenente acqua con fluoruro aggiuntivo. Appartiene strutturalmente ai fillosilicati.
La fluorapofillite-(Na) è il membro terminale della serie di cristalli fluorapofillite-(Na)-fluorapofillite-(K)-pseudo-misti, che colma l'alternanza tra simmetria ortorombica e tetragonale. I cristalli nella località tipo mostrano una zonazione continua e discontinua con aree marginali di fluorapofillite-(K) (ricca di potassio) e aree centrali di fluorapofillite-(Na) (ricca di sodio). Nella località tipo, la fluorapofillite-(Na) e la fluorapofillite-(K) possono essere distinte visivamente l'una dall'altra da diverse colorazioni, ma sono necessarie analisi di diffrazione dei raggi X o analisi chimiche per un'assegnazione esatta.

## Etimologia e storia
Varietà ortorombiche, generalmente ricche di fluoro, di apofilliti ricche di potassio sono state descritte già negli anni '60. Sebbene in tali apofilliti ricche di potassio (che oggi portano il nome fluorapofillite-(K)) il sodio possa sostituire tale elemento in una certa misura, le apofilliti in cui il contenuto di sodio supera quello di potassio sono note solo dalla metà degli anni '70. Un team di scienziati nippo-canadesi guidati dal geologo professor Hiroharu Matsueda ha esaminato queste apofilliti nel dettaglio ed è stato in grado di determinare che queste fasi ricche di sodio sono generalmente rappresentanti ortorombici. Il minerale è stato riconosciuto dall'Associazione Mineralogica Internazionale (IMA) nell'ottobre 1976 e descritto come natroapofillite nel 1981 da Hiroharu Matsueda, Yasunori Miura e John Rucklidge. Prende il nome dal predominio del sodio sul potassio e dalla relazione cristallo-chimica con altri rappresentanti del gruppo delle apofilliti. Nel 2008, Ernst Burke ha rinominato i rappresentanti del gruppo delle apofilliti, per cui la natroapofillite è diventata apophyllite-(NaF). Questa ridenominazione è stata invertita nel 2015 e, al fine di distinguere le singole specie, il catione monovalente dominante è stato aggiunto al nome del minerale come suffisso tra parentesi e l'anione dominante non tetraedrico è stato preceduto dal nome del minerale. Il nome del minerale riconosciuto dall'IMA è ora fluorapofillite-(Na).
Il campione tipo del minerale è conservato nel Museo nazionale della natura e delle scienze di Shinjuku, vicino a Tokyo, (catalogo nº M21067), presso l'Istituto di Geologia Mineraria dell'Università Internazionale di Akita (entrambi in Giappone) e nel National Museum of Natural History, Washington (catalogo nº 136398).

## Classificazione
Nell'ormai obsoleta, ma ancora in uso, 8ª edizione della sistematica minerale secondo Strunz, la fluorapofillite-(Na) appartiene alla classe dei minerali dei "silicati e germanati" e quindi alla sottoclasse dei "fillosilicati" dove, insieme a fluorapofillite-(K) e hydroxyapophyllite-(K), forma il "gruppo dell'apofillite" con il sistema nº VIII/H.01.
Nella Sistematica dei lapis (Lapis-Systematik) di Stefan Weiß, che si basa ancora su questa vecchia edizione di Strunz per considerazione verso le collezioni private e quelle istituzionali, classifica la fluorapofillite-(Na) nella classe dei "silicati" e da lì nella sottoclasse dei "fillosilicati", ulteriormente suddivisa in modo da trovare il minerale nella sottosezione "strutture a strati tetragonali o pseudotetragonali [Si4O10]4- e altri", dove viene elencato nel sistema nº VIII/H.01-010.
La Classificazione Nickel-Strunz, in vigore dal 2001 e aggiornata dall'IMA nel 2024, elenca la fluorapofillite-(Na) nella classe "9. Silicati (germanati)" e lì nella sottoclasse "9.E Fillosilicati"; questa sottoclasse è ulteriormente suddivisa in base alla struttura degli strati, in modo che il minerale possa essere trovato in base alla sua struttura nella suddivisione "9.EA Reti singole di tetraedri con anelli di 4, 5, (6) e 8 membri", dove forma il sistema nº 9.EA.15 insieme a fluorapofillite-(Cs), fluorapofillite-(K) e hydroxyapophyllite-(K).
Anche la sistematica dei minerali secondo Dana, che viene utilizzata principalmente nel mondo anglosassone, classifica la fluorapofillite-(Na) nella classe dei "silicati e germanati" e lì nella sottoclasse dei "minerali fillosilicati". Qui si trova insieme a fluorapofillite-(K), hydroxyapophyllite-(K) e carletonite nel "gruppo dell'apofillite (anelli a 4 e 8 membri)" con il sistema nº 72.03.01 all'interno della sottosezione "fillosilicati: strati illimitati bidimensionali con anelli diversi da quelli a sei membri: anelli a 3, 4 o 5 membri e anelli a 8 membri".

## Chimica
La fluorapofillite-(Na) ha (sulla base di 8 atomi di silicio per formula) la composizione misurata:
{\displaystyle \mathrm {(Na_{0,90}K_{0,06})_{\Sigma =0,96}Ca_{4,13}Si_{8}O_{20,07}F_{1,09}\cdot 8,6(H_{2}O)} }
che è stata idealizzata in NaCa4Si8O20F • 8(H2O). Il campione più ricco di sodio della località tipo ha un contenuto del 3,05% di ossido di sodio (Na2O) in peso.
Formalmente e chimicamente, la fluorapofillite-(Na) può essere considerata l'analogo dominante del sodio della fluorapofillite-(K), dominata dal potassio. Tuttavia, entrambi non formano una serie continua di cristalli misti, soprattutto perché non è noto in quale composizione avvenga il cambiamento tra simmetria ortorombica e tetragonale, e se ci siano spazi vuoti nella miscela.

## Abito cristallino
La fluorapofillite-(Na) cristallizza nel sistema ortorombico nel gruppo spaziale Pnnm (gruppo nº 58) con i parametri del reticolo a = 8,875 Å, b = 8,881 Å e c = 15,79 Å oltre a due unità di formula per cella unitaria.
La struttura della fluorapofillite-(Na) è costituita da strati o reti di anelli a quattro forme con tetraedri [SiO4]4− collegati agli angoli che puntano in modo alternato verso l'alto e verso il basso rispetto all'asse c. Gli strati tra gli strati tetraedrici contengono gli atomi di calcio e sodio. La fluorapofillite-(Na) è essenzialmente isostrutturale della fluorapofillite-(K) e dell'hydroxyapophyllite-(K), dove il potassio è sostituito dal sodio. Le coppie di ioni Si, Ca, O(2), O(3), O(4) hanno due set di coordinate indipendenti a causa dell'abbassamento della simmetria da tetragonale a ortorombico. In questo piano si trovano anche catene a otto anelli di tetraedri [SiO4]4− collegati agli angoli, che formano una struttura stratificata parallela alla perfetta scissione lungo {001}. I poliedri di calcio e sodio nella fluorapofillite-(Na) sono significativamente più distorti rispetto ai rappresentanti tetragonali del gruppo dell'apofillite, il che è dovuto alla sostituzione del potassio con il sodio.

## Proprietà

### Morfologia
La fluorapofillite-(Na) forma cristalli da idiomorfi a subidiomorfi di dimensioni fino a 2 mm, che sono combinazioni dei pinacoidi {100}, {010} e {001} nonché della dipiramide ortorombica {111}. Le superfici dei {111} sono spesso striate perpendicolarmente all'asse {\displaystyle c} [001]. Poiché le suddette forme superficiali sono solitamente in equilibrio, i cristalli appaiono da pseudotetragonali a quasi pseudocubici. In tutti i casi noti, si tratta di cristalli compositi in modo tale che la parte interna sia costituita da fluorapofillite-(Na) e l'area periferica da cristalli di fluorapofillite-(K). Questo è anche il motivo per cui la morfologia esterna dei cristalli compositi è simile alla fluorapofillite-(K).

### Proprietà fisiche e chimiche
La fluorapofillite-(Na) è di colore da incolore a bianco o da giallo brunastro a bruno-giallastro, ma il colore dello striscio è sempre grigio chiaro. Le superfici dei cristalli da traslucidi a trasparenti hanno una lucentezza da vitrea a perlacea.
In sezione sottile, la fluorapofillite-(Na) è incolore. Essendo un minerale ortorombico, il suo carattere ottico è biassialmente positivo; l'angolo dell'asse 2V è 32° (misurato) o 62° (calcolato).
La fluorapofillite-(Na) ha una scissione perfetta lungo {001} e una seconda scissione, peggiore, lungo {110}. Con una durezza Mohs compresa tra 4 e 5, la fluorapofillite-(Na) è uno dei minerali medio-duri che, come i minerali di riferimento fluorite e apatite, può essere graffiato più o meno facilmente con un coltellino tascabile. La densità misurata per la fluorapofillite-(Na) è di 2,50 g/cm³, la densità calcolata è di 2,30 g/cm³. Le differenze possono essere attribuite al fatto che la fluorapofillite-(Na) contiene inclusioni di minerali molto più pesanti calcite e fluorite.
Il minerale è facilmente solubile in acido cloridrico (HCl) diluito 1:1 e acido nitrico (HNO3) diluito 1:1.

## Modificazioni e varietà
I cristalli di fluorapofillite-(Na) provenienti dalla località tipo e da molte altre località sono suddivisi in zone continue o discontinue. Hanno sempre un nucleo di fluorapofillite-(Na), che ha sviluppato una frangia più o meno sottile di fluorapofillite-(K). Nella miniera di Fengjiashan, il nucleo dei cristalli di "apofillite" è costituito da fluorapofillite-(Na) con (Na0,8K0,2) e l'area marginale è costituita da fluorapofillite-(K) pura con (K1,0). Mancano le indagini per stabilire se tutte le apofilliti di questo deposito rappresentino aderenze zonate di fluorapofillite-(Na) e fluorapofillite-(K).

## Origine e giacitura
Tra i circa 1100 siti noti in tutto il mondo per l'"apofillite", ci sono solo circa 10 località in cui è stato identificato il minerale fluorapofillite-(Na). La località tipo della fluorapofillite-(Na) è la "miniera di Sampo" (Shitouyouze, Bicchu-cho), che si trova a poche decine di chilometri a ovest della città di Takahashi nella prefettura di Okayama all'interno della regione di Chūgoku (isola di Honshū, Giappone).
Nella località tipo, la fluorapofillite-(Na) si trova in un deposito metamorfico di contatto negli skarn che si verificano tra graniti e marmi. Il deposito si è formato al contatto di calcari e scisti del Paleozoico con un granito del Cretaceo superiore. Il minerale si trovava qui al 9° livello della cava, nel "White Skarn" all'interno del giacimento minerario nº I "Yoshiki". I minerali associati sono zeophyllite, cuspidina, fluorapofillite-(K) e calcite, nonché andradite, xonotlite, fluorite, wollastonite, un clinopirosseno della serie diopside-hedenbergite, magnetite, quarzo e bismuto nativo. I silicati contenenti fluoro, zeophyllite e apofillite, si sono cristallizzati durante una fase di alterazione idrotermale che si è verificata dopo il termo-metamorfismo e la formazione di skarn causata dall'intrusione di granito. Lo Skarn Bianco si è formato dalla fluorometasomatosi di skarn ferrobustamite e wollastonite-andradite.
Altri siti includono diverse località negli Stati Uniti in Nord America. La fluorapofillite-(Na) è stata lì trovata nella "Goldstrike Mine", nella Contea di Eureka in Nevada, sotto forma di cristalli pseudocubici chiari fino a 2 mm di dimensione da vene che attraversano una roccia silicatica calcarea. Anche dalla "Getchell Mine" ad Adam Peak nel distretto di Potosi, nella Contea di Humboldt, sempre in Nevada, da un carotaggio di perforazione. Inoltre, dal "Palmer Shaft" della miniera di Franklin, presso Franklin, contea di Sussex (New Jersey), e dal "Valley Landfill Pit" a Coffin Butte nella Contea di Benton (Oregon). Dalla località "Black Rock" a Morden sulla baia di Fundy (Contea di Kings, in Nuova Scozia, Canada), insieme al quarzo.
Dalla "Miniera di Fengjiashan" (Miniera di rame di Daye), a Daye, città a livello di prefettura di Huangshi, provincia dello Hubei (Cina), in cristalli suddivisi in zone con hubeite, inesite, quarzo, pirite e calcite. I cristalli incolori, sempre sottili o con pannelli spessi, raggiungono lunghezze fino a 10 cm.
Il minerale è stato rinvenuto anche sull'isola Macquarie vicino alla Tasmania, Australia.
In Europa, la fluorapofillite-(Na) è stata rinvenuta da una pegmatite amazzonitica a Laitila nella regione di Varsinais-Suomi, in Finlandia, e dalla cava di Boghill a Glengormley nel distretto di Antrim e Newtownabbey (Irlanda del Nord, Regno Unito).

## Forma in cui si presenta in natura
La fluorapofillite-(Na) forma cristalli da idiomorfi a subidiomorfi di dimensioni fino a 1 mm, che appaiono {111} da pseudotetragonali a pseudocubici a causa della formazione più o meno equilibrata dei pinacoidi {100}, {010} e {001} così come la dipiramide. Sono da incolori a bianchi o da giallo-brunastri a bruno-giallastri. Nella località tipo, si trovano in un deposito metamorfico di magnetite di contatto negli skarn che si verifica tra graniti e marmi.